# Eduard Heinrich Henoch

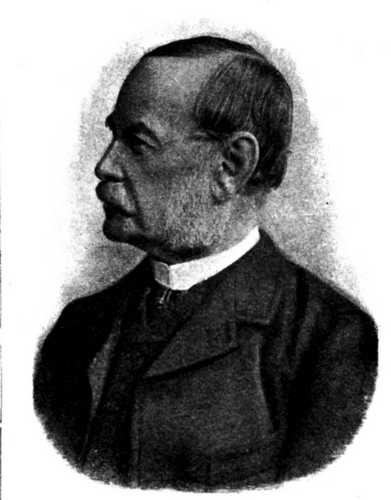
Eduard Heinrich Henoch

Eduard Heinrich Henoch (* 16. Juni 1820 in Berlin; † 26. August 1910 in Dresden) war ein deutscher Mediziner, Internist und Pionier der Kinderheilkunde. Er lehrte von 1868 bis 1894 an der Berliner Universität und richtete an der dortigen Charité eine Kinderklinik ein.

## Leben
Eduard Heinrich Henoch war ein Enkel des Fuhrunternehmers Israel Moses Henoch, eines Pioniers des öffentlichen Personennahverkehrs in Berlin. Auch er selber wuchs noch in einem jüdischen Elternhaus auf, trat aber 1842 zum evangelischen Christentum über.
Henoch studierte unter anderem als Schüler von Johann Lukas Schönlein und Moritz Heinrich Romberg in Berlin Medizin. Mit einer Dissertation mit dem Titel De atrophi cerebri promovierte er 1843 zum Doktor der Medizin. Anschließend arbeitete er als Assistenzarzt in der Poliklinik seines Onkels Romberg und als Armenarzt. Schon in dieser Zeit begann er, Arbeiten über Kinderkrankheiten zu veröffentlichen. 1849 beendete er seine Weiterbildung in Innerer Medizin und habilitierte sich im Jahr darauf als Privatdozent. Obwohl er von nun an formal in eigener Praxis tätig war, blieb er durch Vorlesungen und wissenschaftliche Veröffentlichungen der Universität verbunden. In Anerkennung seiner wissenschaftlichen Verdienste wurde er 1858 zum außerordentlichen Professor ernannt.
Das Datum der Heirat mit Helene Louise Behrens ist nicht bekannt, wohl aber, dass diese kurz nach der Geburt der Tochter 1860 im Alter von 25 Jahren an Scharlach starb. Henoch stürzte sich in die Arbeit und eröffnete eine Kinderpoliklinik in seinen Privaträumen, die bis 1871 bestand. Dies war ein klares Signal, dass er Pläne für eine akademische Karriere in der Inneren Medizin aufgab. Ein Lehrstuhl für Kinderheilkunde existierte zu seiner Zeit noch nicht. Dennoch setzte Henoch seine Veröffentlichungen fort. 1872 nahm er die außerordentliche Professur für Kinderheilkunde wieder auf und wurde Direktor der Klinik und Poliklinik für Kinderkrankheiten der Charité, die er bis 1893 leitete. Im Ruhestand lebte er mehr als fünf Jahre in Meran bei der Familie seiner Tochter und siedelte 1899 nach Dresden über. Die Entzündung Purpura Schönlein-Henoch trägt seinen Namen.
Zum 70. Geburtstag wurde Henoch mit einer von Bildhauer Fritz Schaper modellierten Büste geehrt, die in den Anlagen der Charité vor seiner Kinderklinik öffentlich Aufstellung fand. Während der Zeit des Nationalsozialismus wurde die Büste seines berühmten Vorgängers Henoch auf Betreiben des Kinderarztes Georg Bessau entfernt, nachdem er Nachforschungen zur jüdischen Herkunft Henochs angeregt hatte.

## Werke
- Klinische Ergebnisse. Gesammelt in dem königl. poliklinischen Institut der Universität. Berlin 1846, mit 2 Abbildungen.
- Übersetzung von George Budd: Die Krankheiten der Leber. Berlin 1846, mit 2 Tafeln.
- Klinik der Unterleibskrankheiten. 3 Bände, Berlin, 1852–1858; 3. Aufl. 1863.
- Beiträge zur Kinderheilkunde. 2 Teile. Berlin 1861–1868.
- Lehrbuch der Kinderheilkunde. Berlin 1881; 2. Auflage 1883.
- Vorlesungen über Kinderkrankheiten. Berlin 1881; 10. Aufl. 1899.